# Акадир (Жанібецький район)
Акади́р (каз. Ақадыр) — село у складі Жанібецького району Західноказахстанської області Казахстану. Входить до складу Жаксибайського сільського округу.
До 2007 року село називалось Молочна.
Населення — 10 осіб (2021; 81 у 2009, 194 у 1999, 222 у 1989).